# جواب من (فیلم)
جواب من (به هندی: Mera Jawab) فیلمی محصول سال ۱۹۸۵ و به کارگردانی ان. اس راج بارات است. در این فیلم بازیگرانی همچون جکی شروف، میناکشی سشادری، شاکتی کاپور، گلشن گروور، قادرخان ایفای نقش کرده‌اند.